# El vampiro (1819)

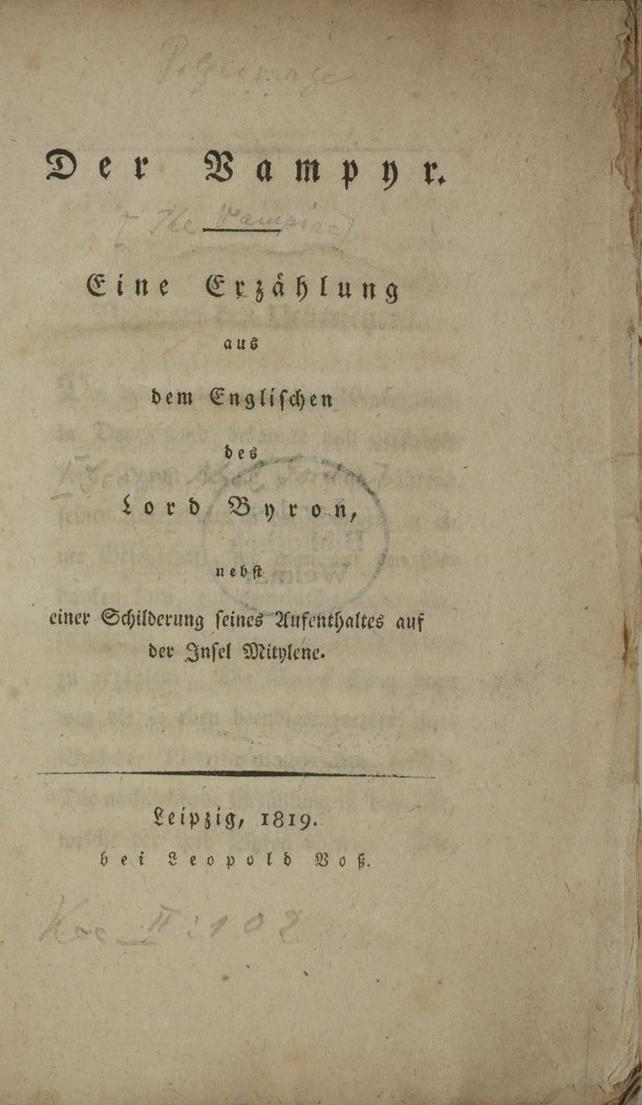
Edición alemana de 1819.

El vampiro (en inglés: The Vampyre) es un relato escrito por John William Polidori, el creador del género del vampiro romántico. Lo escribió en la ciudad de Ginebra en el que fue el año sin verano: en las famosas y tormentosas noches del 16 al 19 de junio de 1816.

## Argumento
Aubrey, un joven inglés, conoce a Lord Ruthven, un hombre de origen misterioso que ha entrado en la alta sociedad londinense. Aubrey acompaña a Ruthven a Roma, pero lo deja después de que Ruthven seduce a la hija de un conocido mutuo. Aubrey viaja a Grecia, en donde él se siente atraído por Ianthe, la hija de un posadero. Ianthe le habla a Aubrey sobre la leyenda del vampiro. Ruthven llega a la escena y poco después Ianthe es asesinada por un vampiro. Aubrey no conecta a Ruthven con el asesinato y se vuelve a reunir con él en sus viajes. El dúo es atacado por bandidos y Ruthven es herido de muerte. Antes de morir, Ruthven hace que Aubrey jure que no va a hablar de su muerte ni cualquier otra cosa relacionada con él por un año y un día.
Aubrey regresa a Londres y se sorprende cuando Ruthven aparece poco después, sano y salvo. Ruthven le recuerda a Aubrey su juramento de mantener su muerte en secreto. Ruthven entonces comienza a seducir a la hermana de Aubrey. Éste, incapaz de proteger a su hermana, tiene una crisis nerviosa. Ruthven y la hermana de Aubrey deciden casarse el día en que termina el juramento de Aubrey. Justo antes de morir, Aubrey escribe una carta a su hermana revelándole el secreto de Ruthven, pero la carta no llega a tiempo y Ruthven logra casarse con la hermana de Aubrey. En la noche de bodas, la descubren muerta, sin sangre; y Ruthven ha desaparecido.
El relato trata de exponer la fuerza que tiene el hecho de que la gente común no crea en los vampiros; de ahí que Lord Ruthven se aproveche de esta situación para cometer sus actos sanguinarios. Otra de las armas de Ruthven es su gran capacidad de seducción y su efectividad como lo que es, un vampiro, que destaca en el cruel final del relato.

## Creación

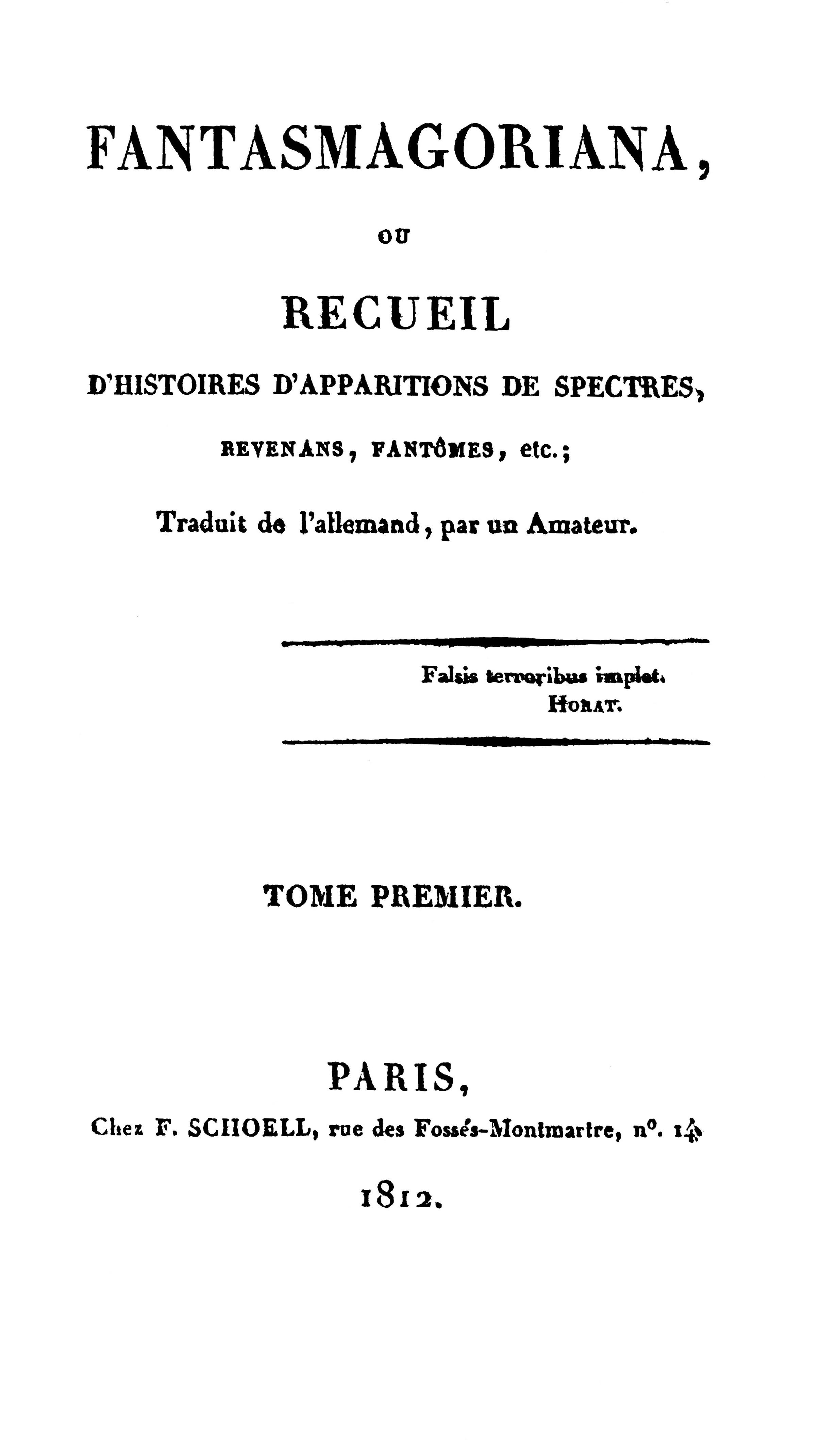
Portada de Fantasmagoriana, primera edición de 1812, pocos años antes de la creación de El vampiro.

La obra surgió en la Villa Diodati, donde se hallaba Polidori con Lord Byron, Percy Shelley, Mary Shelley, y la hermanastra de ésta Claire Clairmont. La Villa Diodati era considerada por Mary Shelley como un lugar culturalmente sagrado, en donde habían estado escritores como John Milton, Rousseau y Voltaire. La noche del 16 o el 17 de junio de 1816, se pusieron a leer un libro perteneciente a Polidori llamado Fantasmagoriana, que contenía leyendas alemanas de fantasmas, y se pusieron todos de acuerdo para escribir cada cual una historia de terror; pero los únicos que terminaron el desafío fueron Mary Shelley, que ideó el argumento para su obra Frankenstein, y el propio Polidori con el relato El vampiro. Además, en las mismas noches en Villa Diodati, Byron llegó a esbozar su relato inacabado llamado El entierro, que cuenta de forma muy parecida la primera parte de El vampiro, además de ampliar el tercer canto de su libro Las peregrinaciones de Childe Harold.

## Publicación y autoría
La narración fue publicada el 2 de abril de 1819 en The New Monthly Magazine, pero fue presentada como «una historia de Lord Byron». Esto se produjo porque el nombre del vampiro de la obra era Lord Ruthven, el mismo nombre del libertino protagonista de la novela Glenarvon, de Lady Caroline Lamb, que estaba basado en Byron. Además, la amada griega de Aubrey, protagonista de El vampiro, se llamaba Ianthe, que fue el apodo que empleó Byron para referirse a Lady Charlotte Harley al dedicarle los dos primeros cantos de Las peregrinaciones de Childe Harold. También el autor se había inspirado en la vida disoluta y juerguista del Lord. Se dice que Polidori descargó en el relato todo el odio que sentía por Byron, odio que, en la vida real, no desataba sino que tenía guardado de forma inconsciente. Byron representaría el vampiro psíquico que absorbía a la persona del autor del relato.

## Datos de la obra
El vampiro también tiene algunas similitudes con la obra de Goethe La novia de Corinto, pero este en versión femenina.
Polidori transformó el personaje del vampiro del folclore en una personalidad reconocida, en este caso aristocrática, como es el caso de Lord Ruthven.
Para realizar su obra, se documentó en un libro de Augustin Dom Calmet (1672–1757) llamado Tratado sobre los vampiros (Treaty on Vampires, undead and Revenants).
El relato causó gran impacto en la sociedad de la época, y se realizaron numerosas ediciones y traducciones. Incluso se hicieron varias versiones del mismo personaje, atribuidas falsamente muchas de ellas a Charles Nodier, aunque sí es verdad que este autor hizo una obra teatral reflejándose en el vampiro de Polidori. Esta obra teatral se estrenó en 1820 en la English Opera House de Londres y en el Theatre Royal de Dublín. Posteriormente se publicó La novia de las islas, un relato en donde se reunían las ideas de Byron de Fragment of a Novel, en las que Polidori se había inspirado para su vampiro, y los cambios realizados por Nodier. Este relato fue obra de James Robinson Planché, anticuario y heraldista británico que llegó a componer 176 piezas teatrales.
La narración de Polidori influyó mucho en la literatura posterior dedicada al tema vampírico a través de la figura de Lord Ruthven, que serviría de inspiración para muchas novelas y relatos de vampiros posteriores, como Carmilla (1872) de Sheridan Le Fanu, El vampiro (1851) de Alejandro Dumas (autor éste también de La dama pálida y que se inspiró en la figura de Lord Ruthven para su novela El conde de Montecristo) y Berenice de Edgar Allan Poe, al igual que influyeron en Gogol y en Tolstoi (La familia del vurdalak) y, sobre todo, en Drácula de Bram Stoker (1897).
Además, ya en siglo XX, también influyó en el cine: en muchas películas de vampiros, el protagonista suele ser un personaje aristocrático, seductor, con grandes posesiones como castillos y palacios, y con poderes sobrenaturales, al igual que el vampiro de Polidori.
La narración de Polidori inspiró también a músicos como Heinrich August Märschner, que compuso la ópera Der Vampyr en 1827.